# Hans Kraus (Politiker, 1939)
Johann Kraus (* 9. Juni 1939 Schwandorf; † 27. Juli 2008) war ein deutscher Kommunalpolitiker (CSU).

## Werdegang
Kraus war von 1978 bis 2002 Oberbürgermeister der Stadt Schwandorf. Sein Nachfolger war von 2002 bis 2014 Helmut Hey.

## Auszeichnungen
- 1999: Bundesverdienstkreuz 1. Klasse
- 2002: Ehrenbürger der Stadt Schwandorf
- 2003: Bayerischer Verdienstorden